# Nicholas Phipps
Nicholas Phipps (23 de junio de 1913 – 11 de abril de 1980) fue un actor y guionista cinematográfico británico. 
Nacido en Londres, Inglaterra, actuó en más de treinta películas a lo largo de una carrera que se extendió desde 1938 a 1970. Su debut ante la cámara tuvo lugar en el filme televisivo de 1938 Hands Across the Sea. Trabajó principalmente en comedias británicas, interpretando a menudo a personajes militares. 
Phipps también trabajó con regularidad como guionista. En ocasiones en los mismos filmes en los que actuaba. En 1970 se retiró de la interpretación. Su guion de la película de 1954 Doctor in the House recibió una nominación a los Premios BAFTA.
Nicholas Phipps falleció en Londres, Inglaterra, en 1980. 

## Selección de su filmografía

### Actor
- Old Bill and Son (1941)
- The Courtneys of Curzon Street (1947)
- Spring in Park Lane (1948)
- Elizabeth of Ladymead (1948)
- Maytime in Mayfair (1949)
- Appointment with Venus (1951)
- The Captain's Paradise (1953)
- Out of the Clouds (1955)
- Who Done It? (1956)
- The Iron Petticoat (1956)
- Doctor at Large (1957)
- The Captain's Table (1959)
- Upstairs and Downstairs (1959)
- Doctor in Love (1960)
- A Pair of Briefs (1962)
- Summer Holiday (1963)
- Heavens Above (1963)
- Charlie Bubbles (1967)
- Some Girls Do (1969)
- Monte Carlo or Bust! (1969)

### Guionista
- Woman Hater (1948)